# Satijnhout

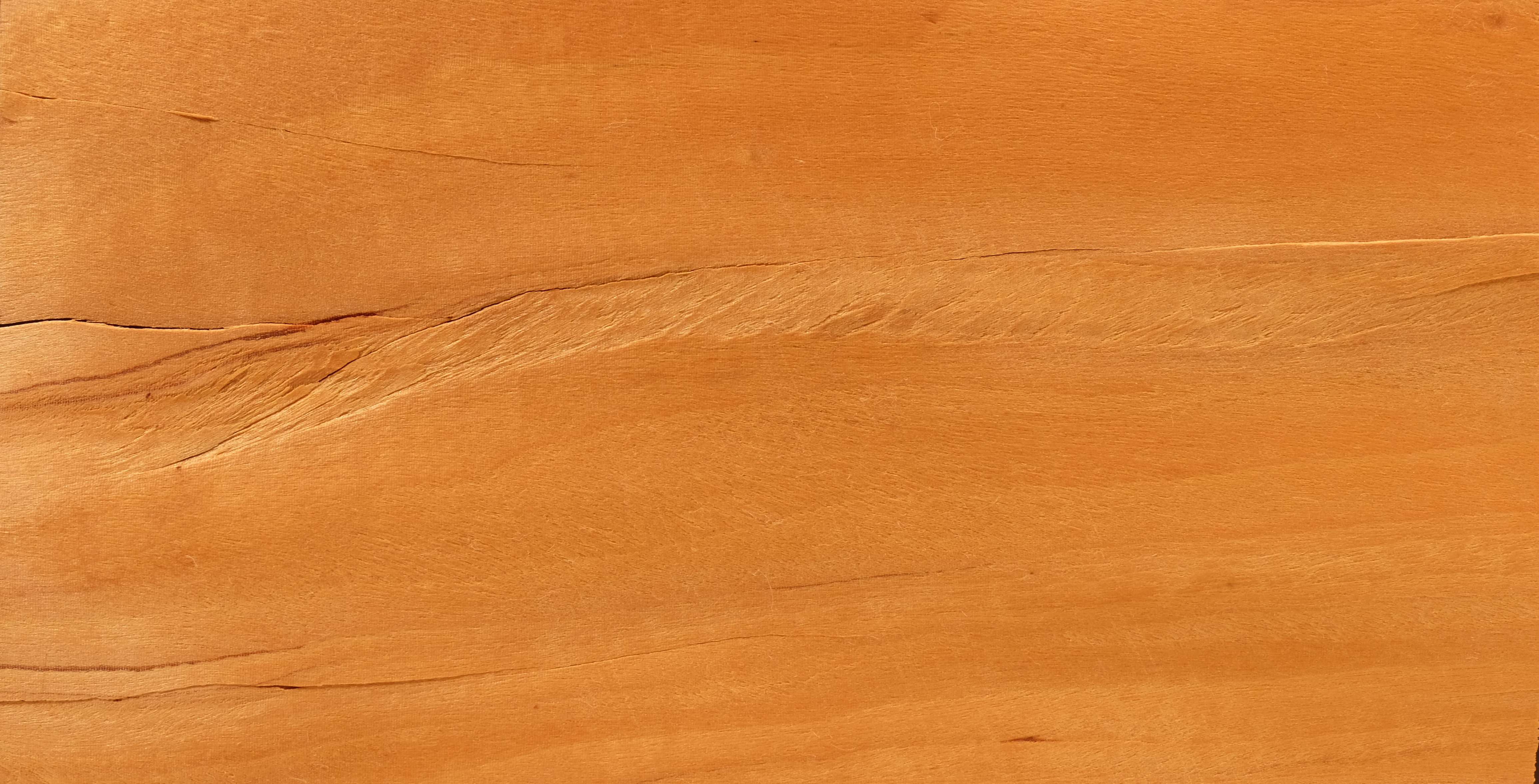
Indisch satijnhout

Satijnhout is een verzamelnaam voor edele houtsoorten, die mooi gepolijst kunnen worden, tot een satijnglans.
In wat engere zin worden hiermee licht gekleurde houtsoorten (lichtgeel, crème, ivoorkleurig) bedoeld. Deze worden vooral gebruikt in luxe meubelen, met name als fineer, en voor intarsia, maar ook voor kleine siervoorwerpen en in muziekinstrumenten. Als zoveel edele houtsoorten gaat het hier om zware, duurzame, tropische houtsoorten, die lastig te bewerken kunnen zijn, maar wel goed te draaien en (uiteraard) mooi af te werken. 
In enge zin gaat het om West-Indisch satijnhout en Indisch satijnhout (Oost-Indisch satijnhout), beide geleverd door vrij kleine bomen uit de familie Rutaceae. In de tijd van luxe meubelen met veel inlegwerk werden deze houtsoorten veel gebruikt.
Er wil nog wel eens verwarring optreden door een naam als "citroenhout" (Frans: "citronnier"), gebaseerd op de kleur, wat mensen doet veronderstellen dat het geleverd wordt door de boom die de citroen levert, Citrus limon (in dezelfde familie Rutaceae). Het hout van Citrus-bomen (praktisch gesproken is er geen onderling verschil tussen het hout van diverse Citrus-bomen) wordt in de praktijk niet of nauwelijks gebruikt: het is niet duurzaam en erg gevoelig voor schimmel (dat voor verkleuring zorgt). Waar duurzaamheid niet van belang is, is het toch wel bruikbaar voor snijwerk en kleine voorwerpen.

## Beeldgallerij

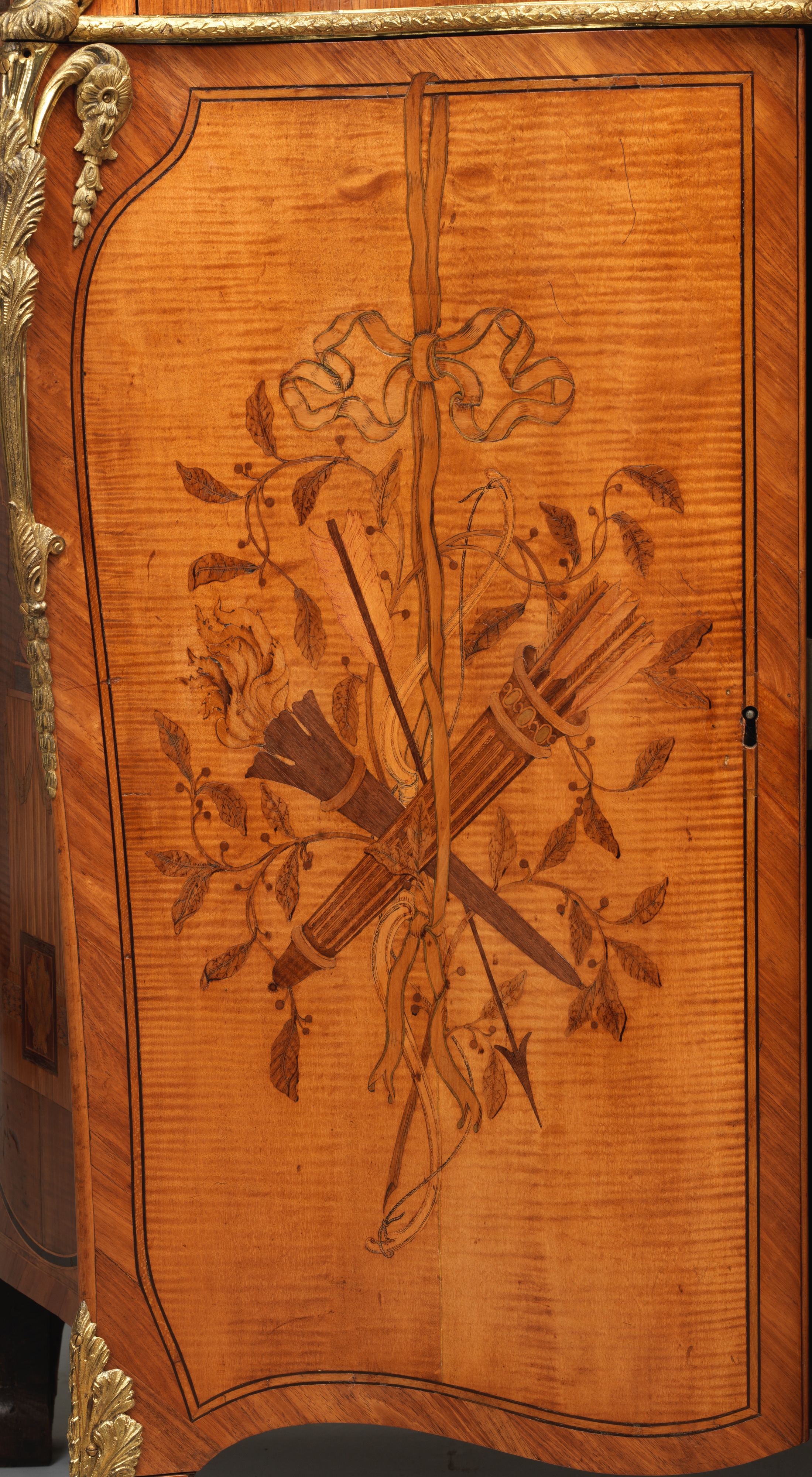
1771–73
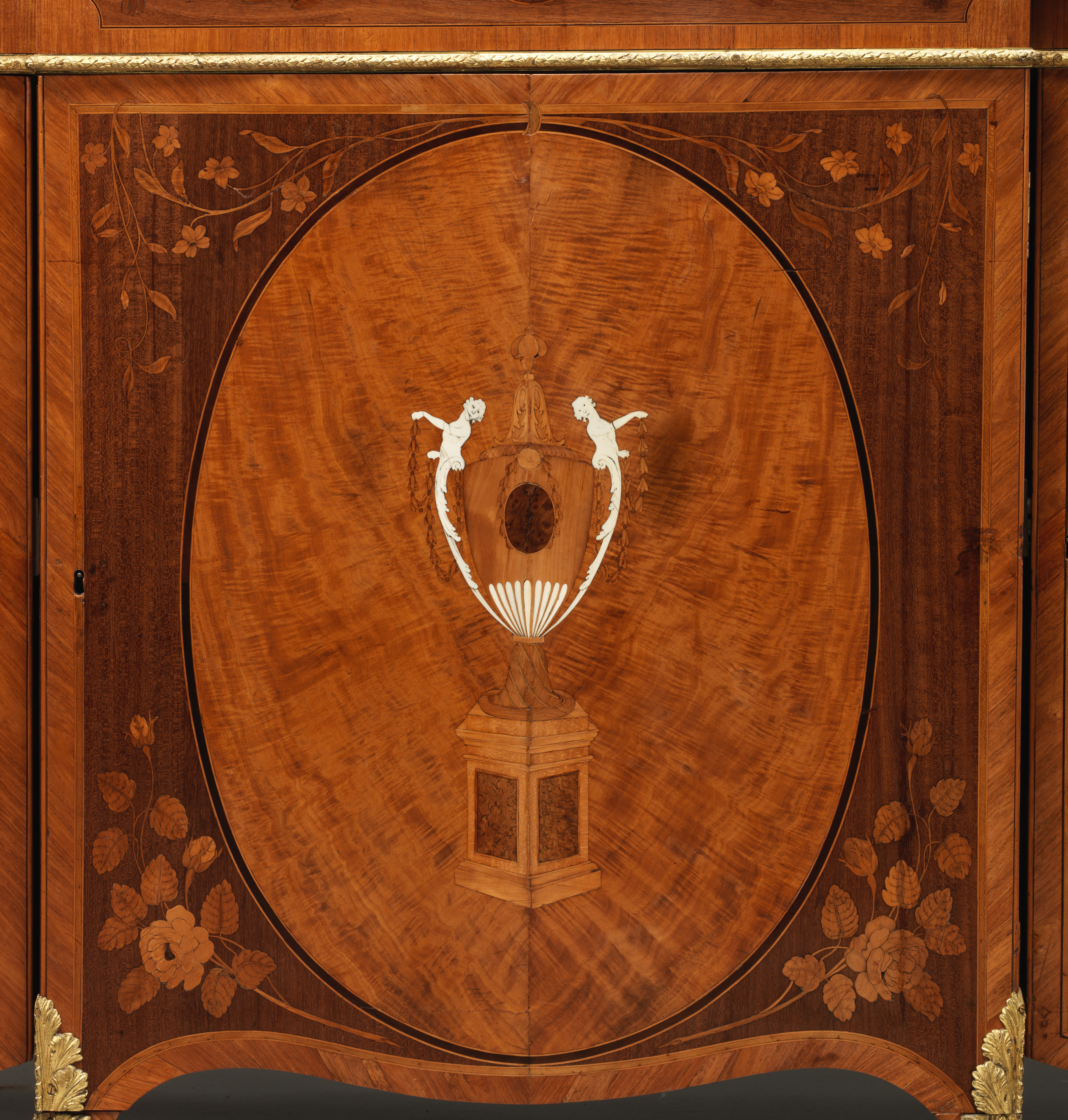
idem
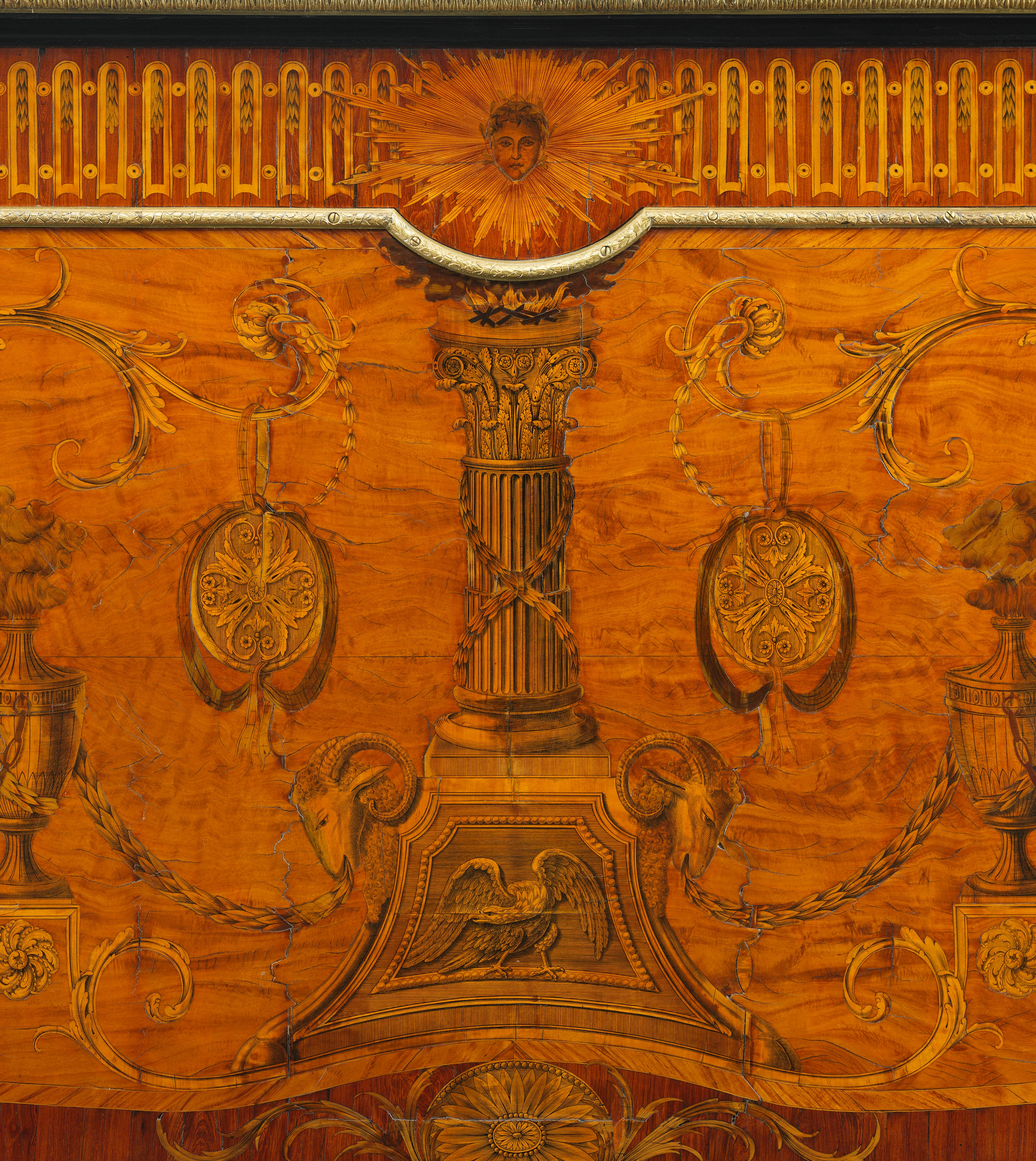
ca 1770–80
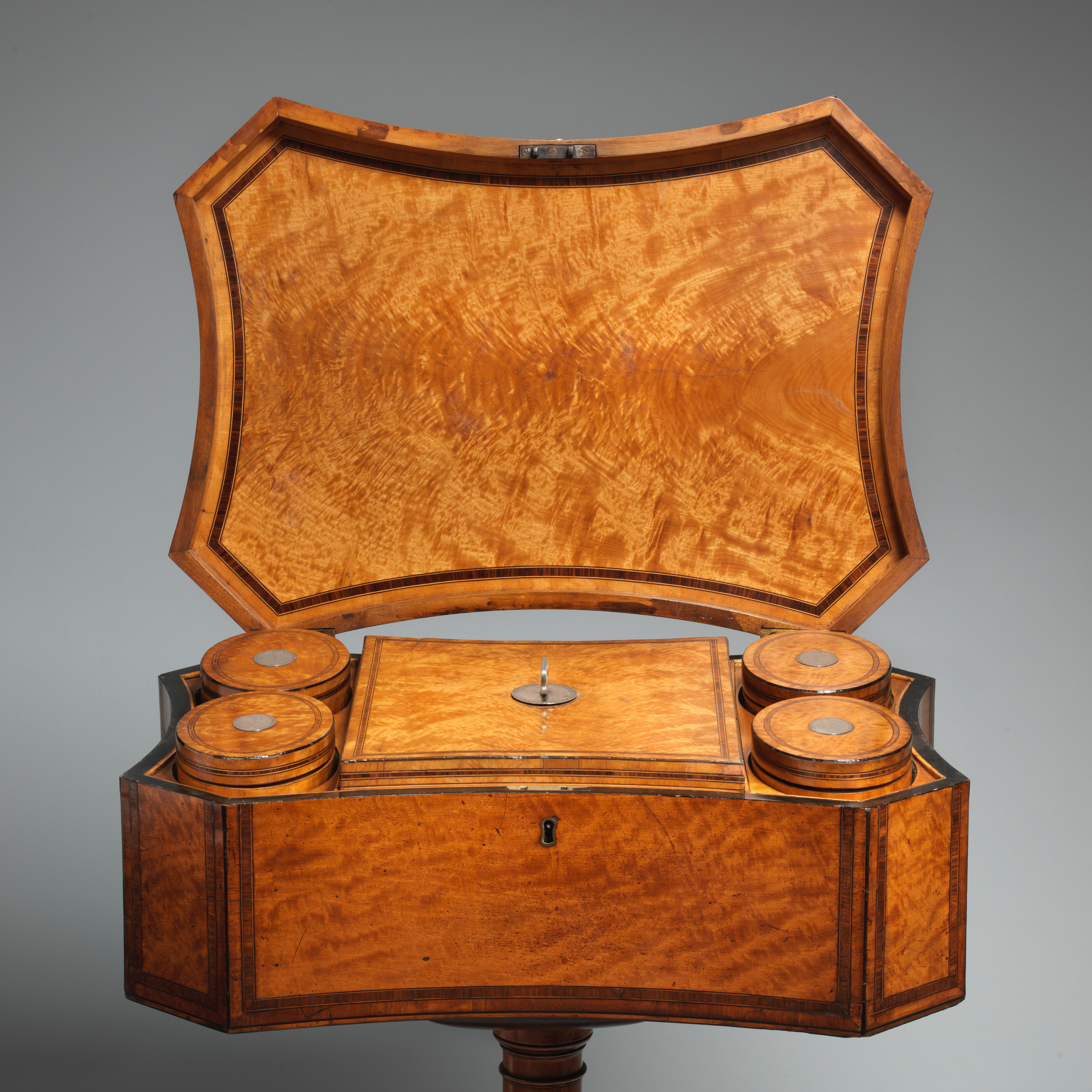
ca 1790
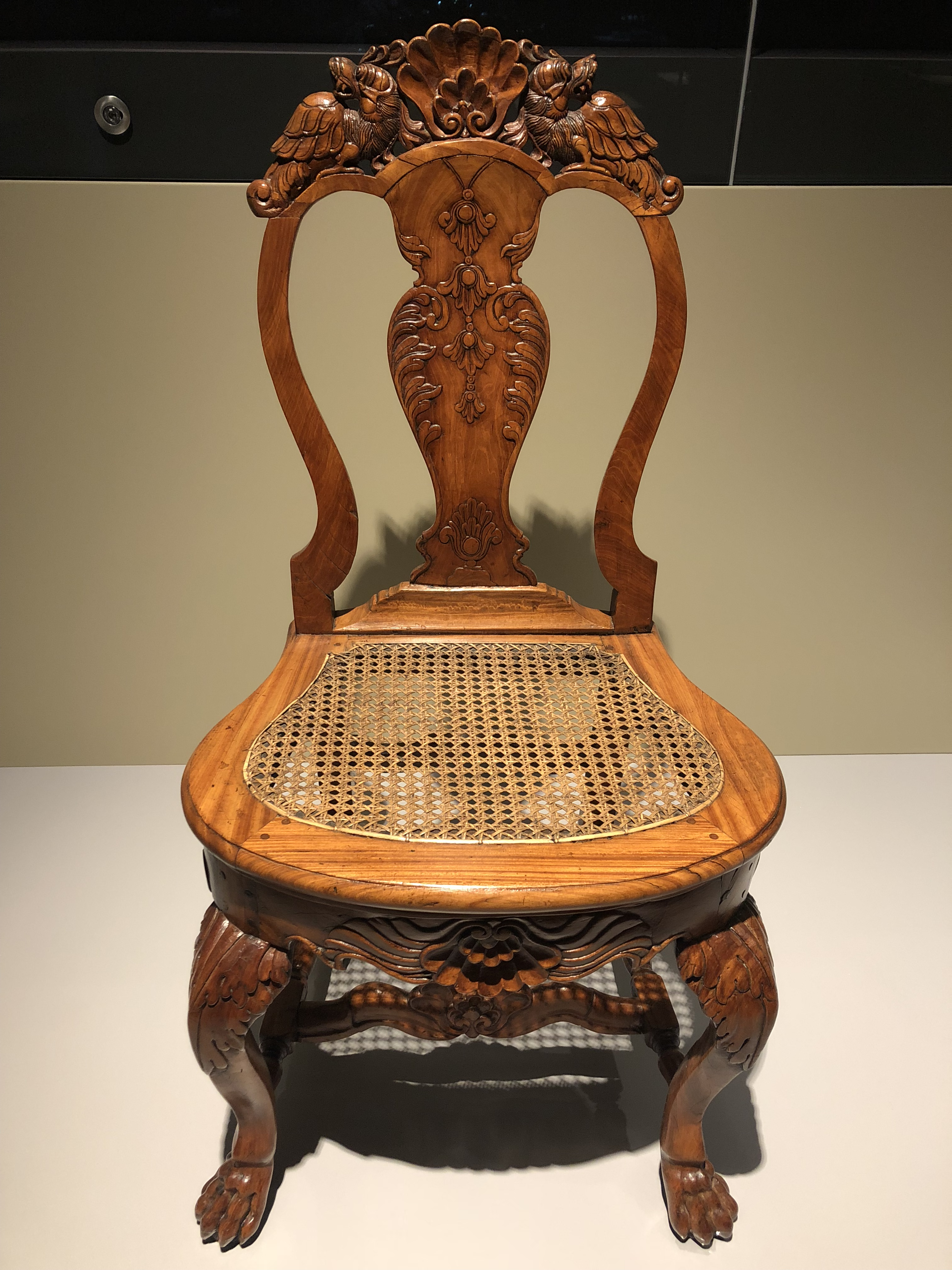
vroege 18e eeuw
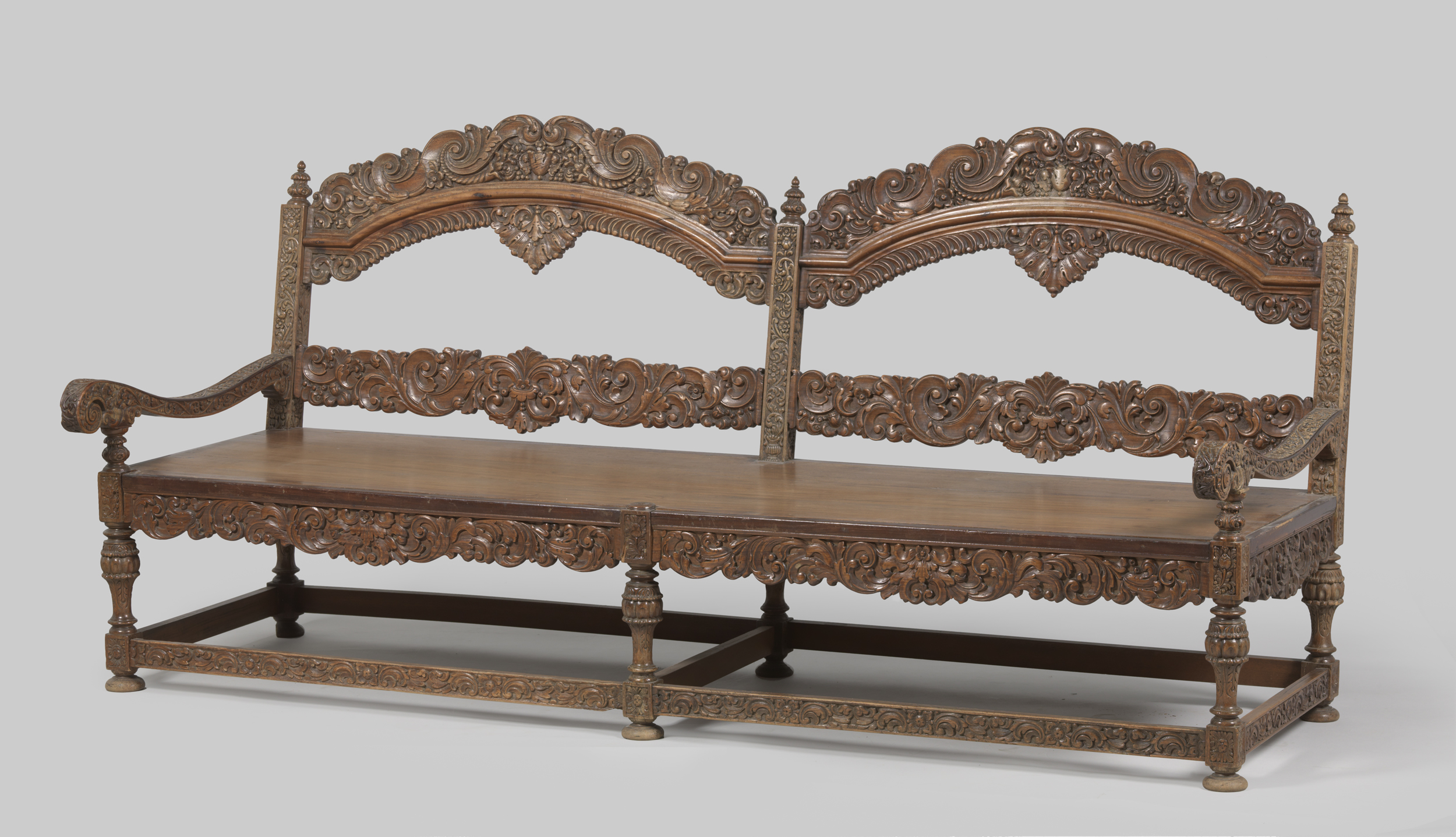
1700 - 1725
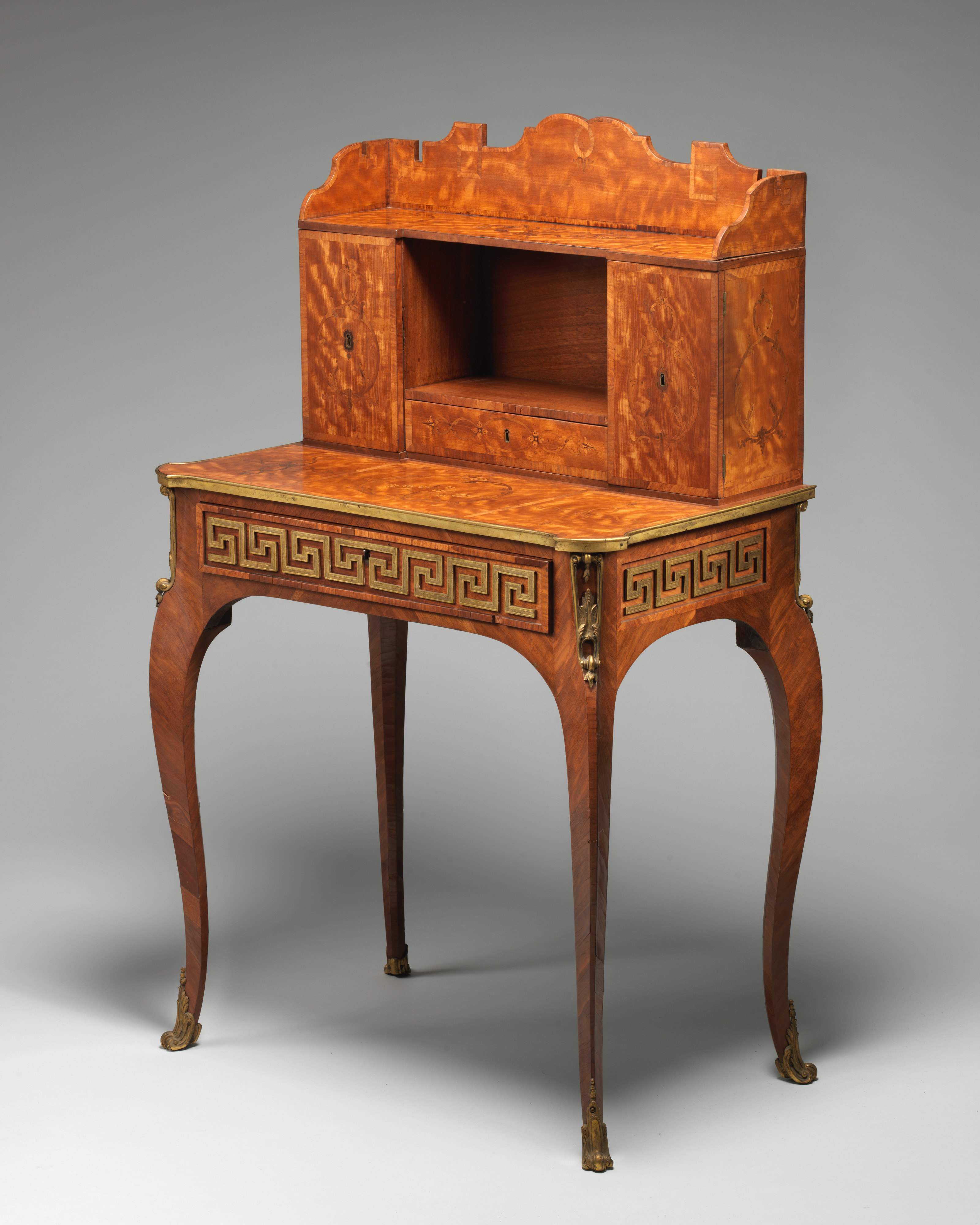
ca 1765
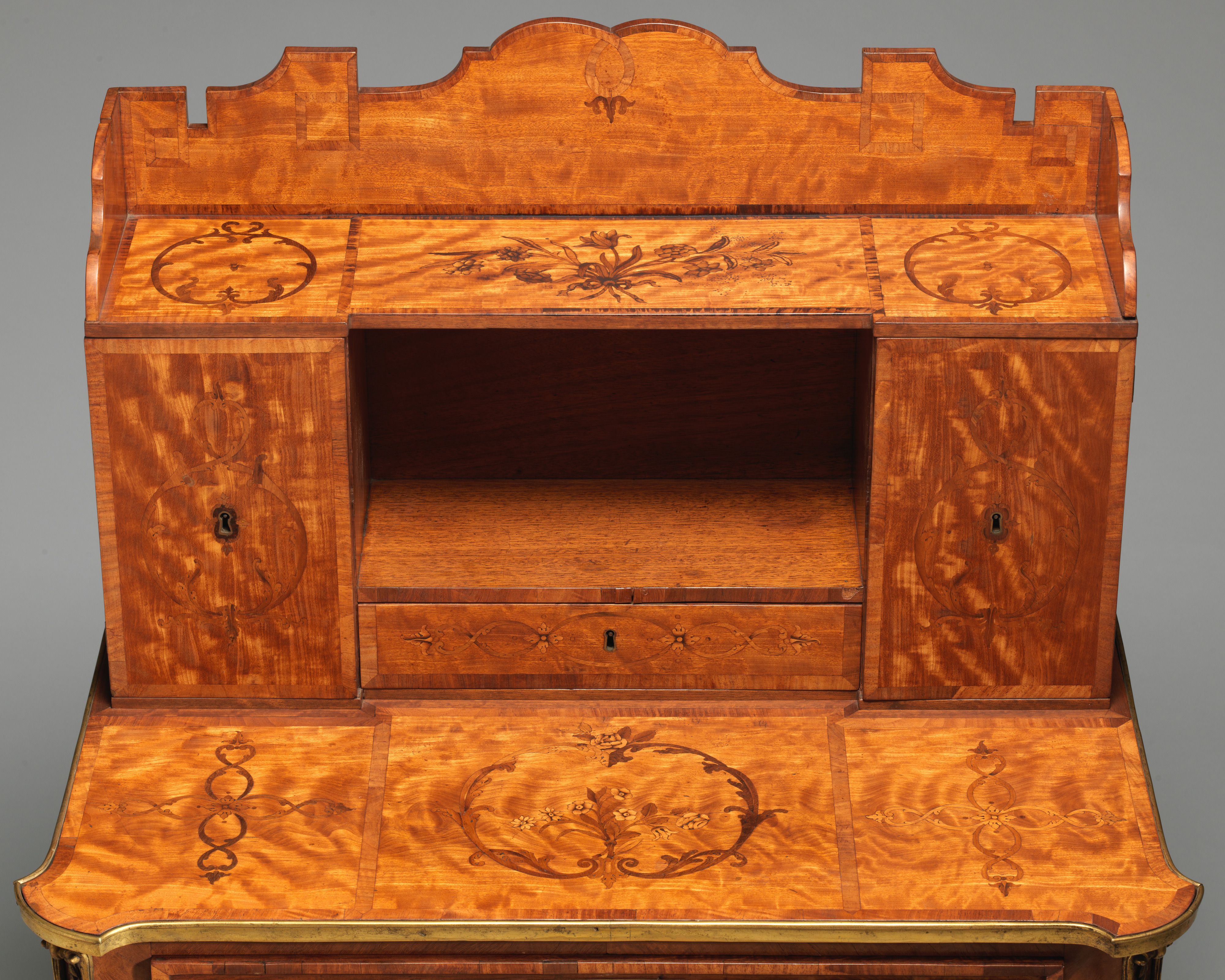
idem
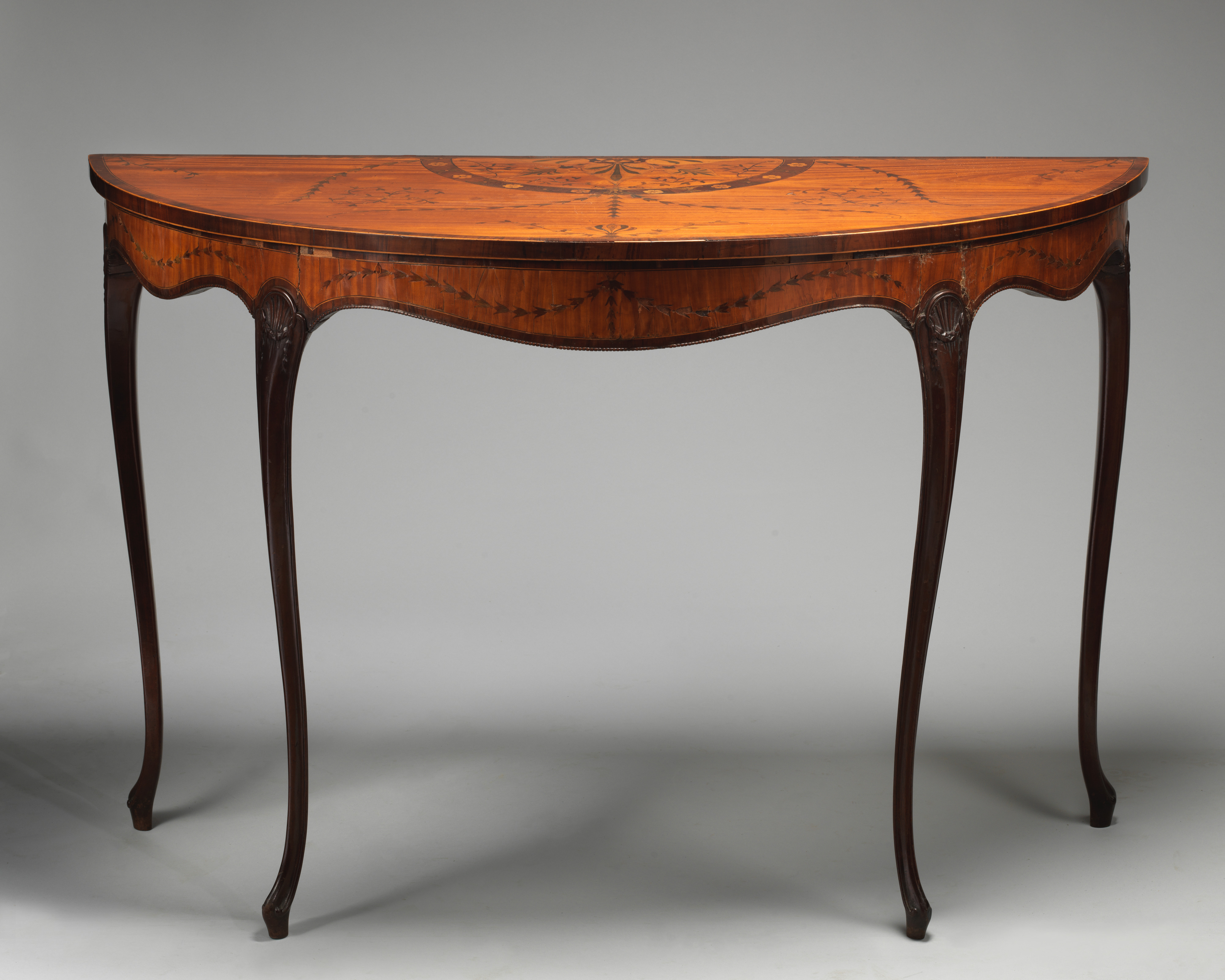
ca 1788
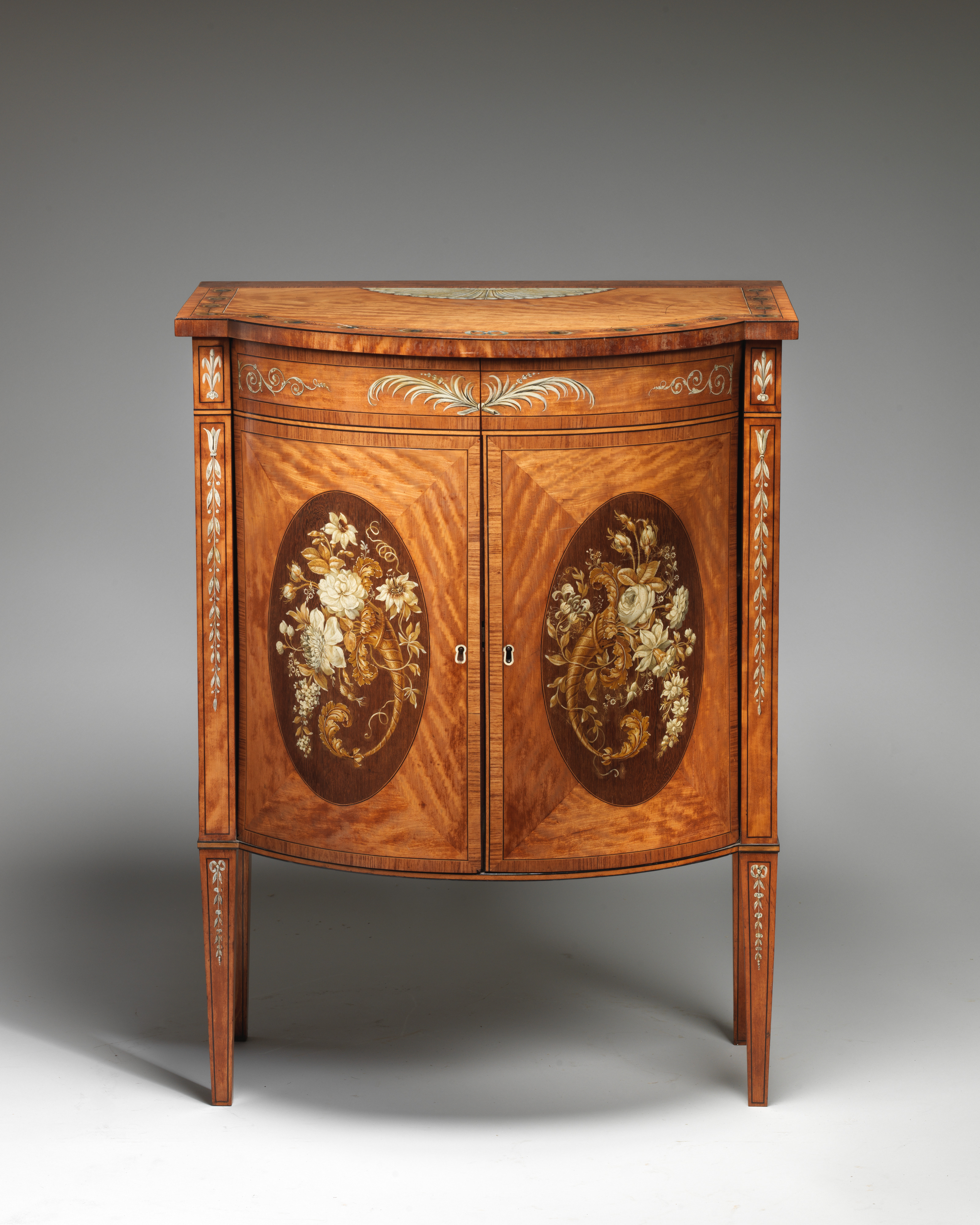
ca 1790
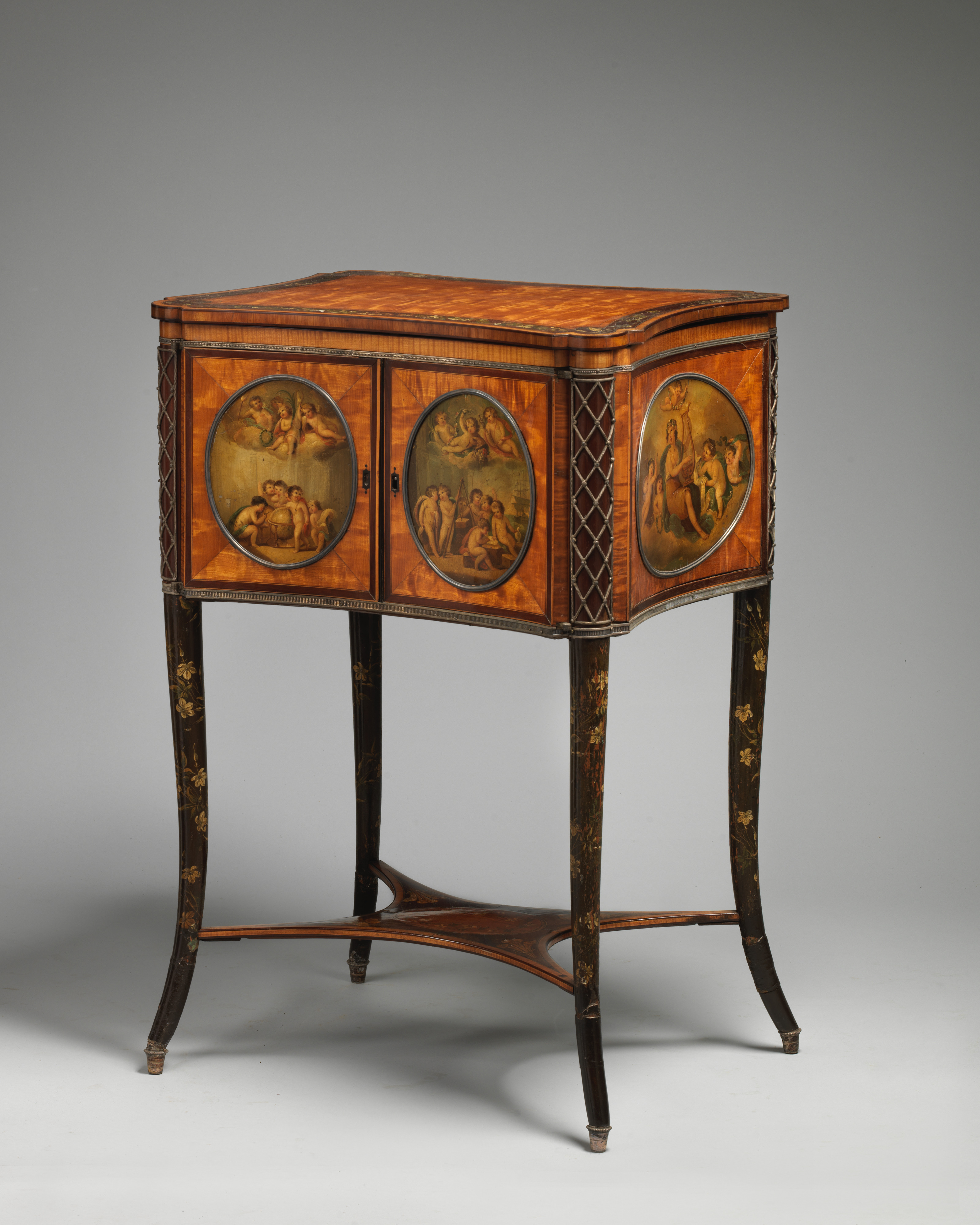
ca 1790
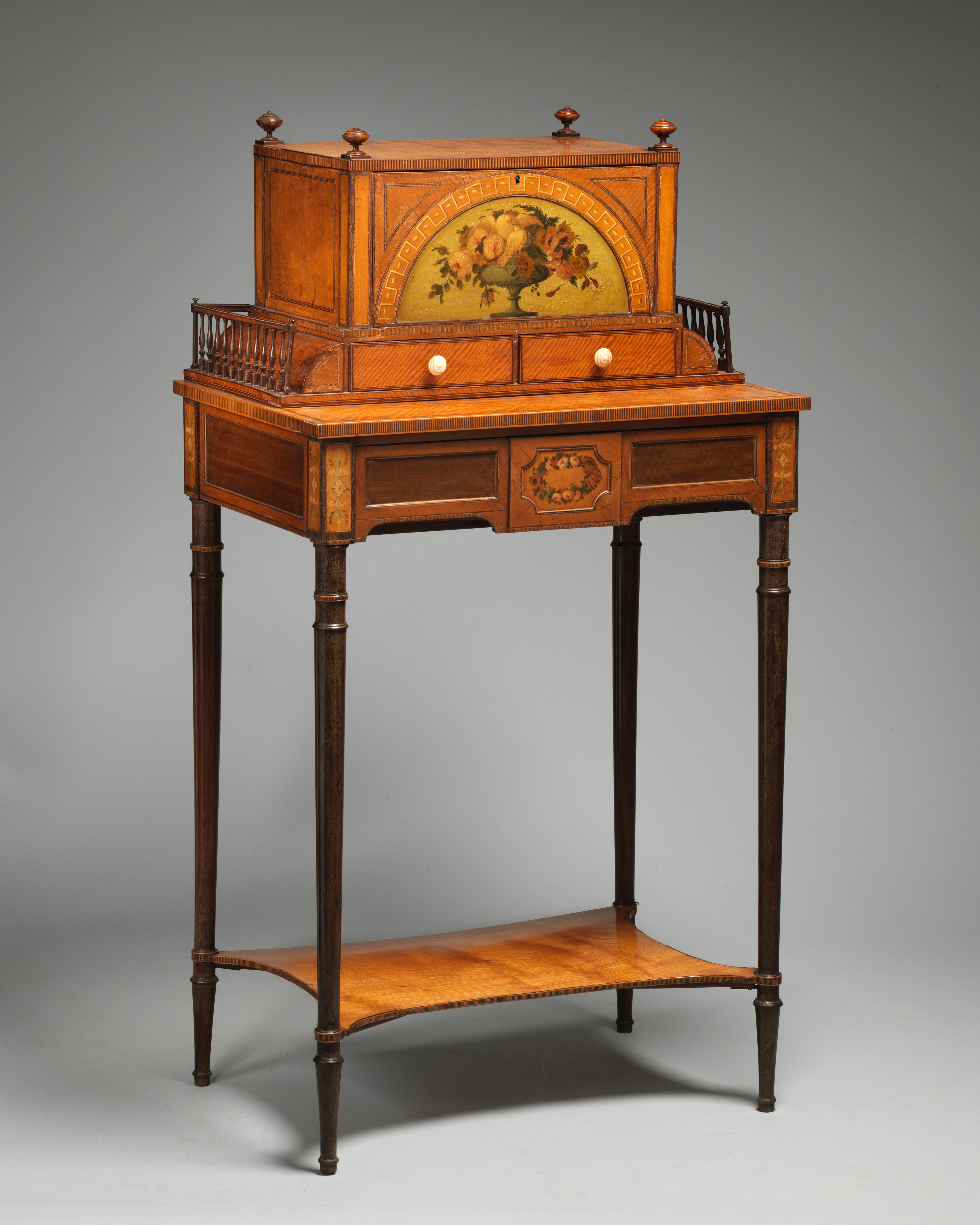
ca 1790
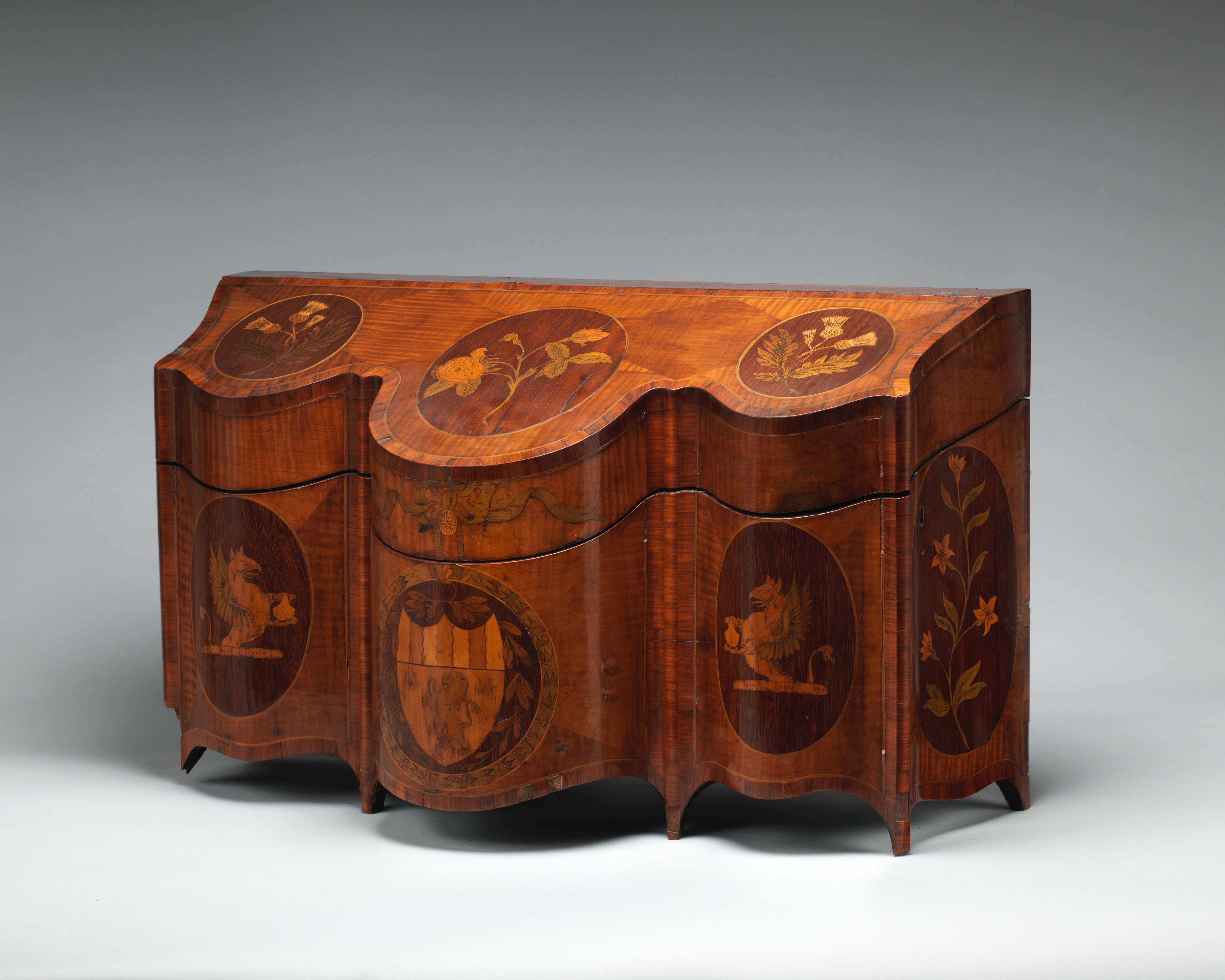
ca 1793
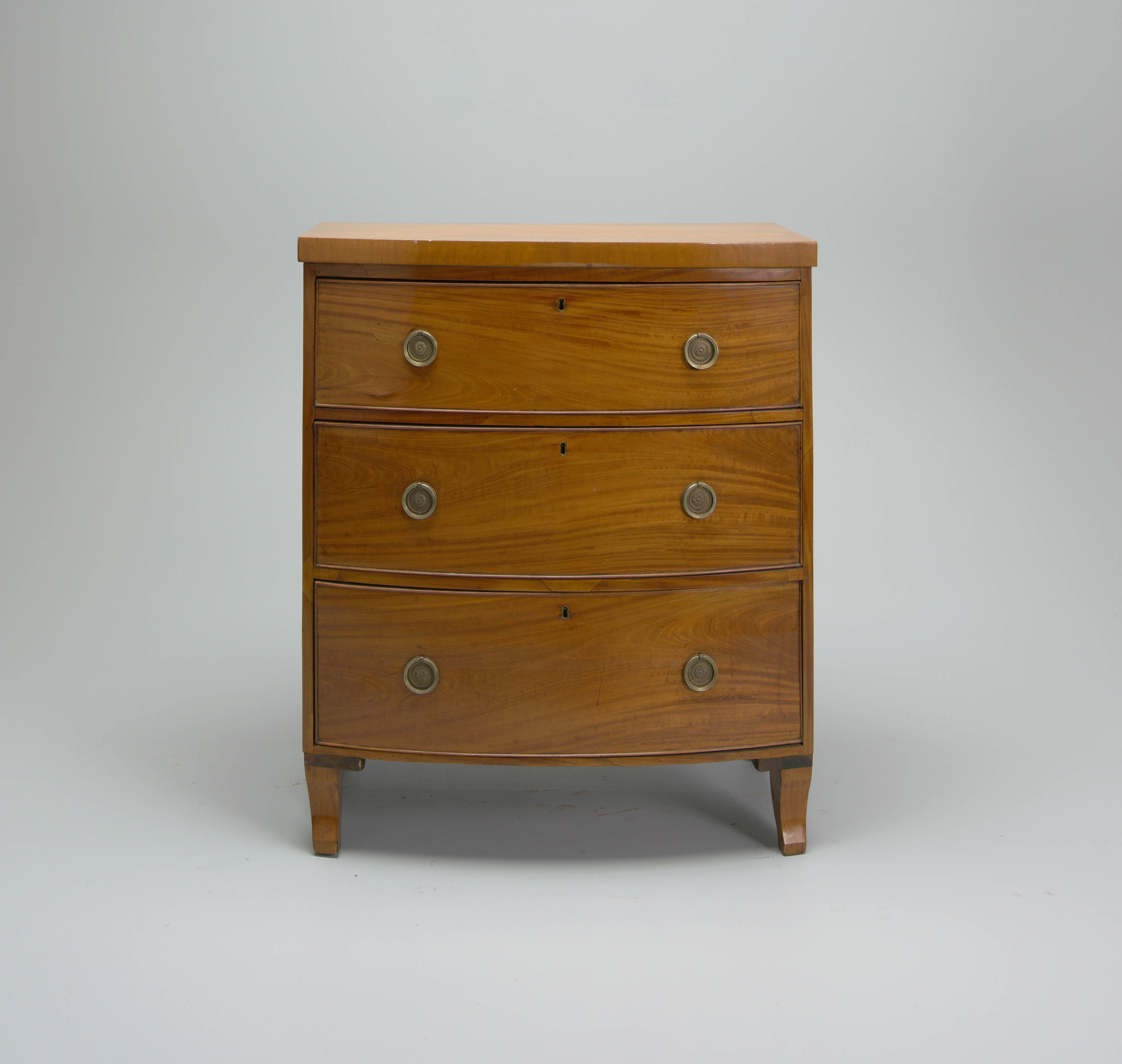
18e eeuw
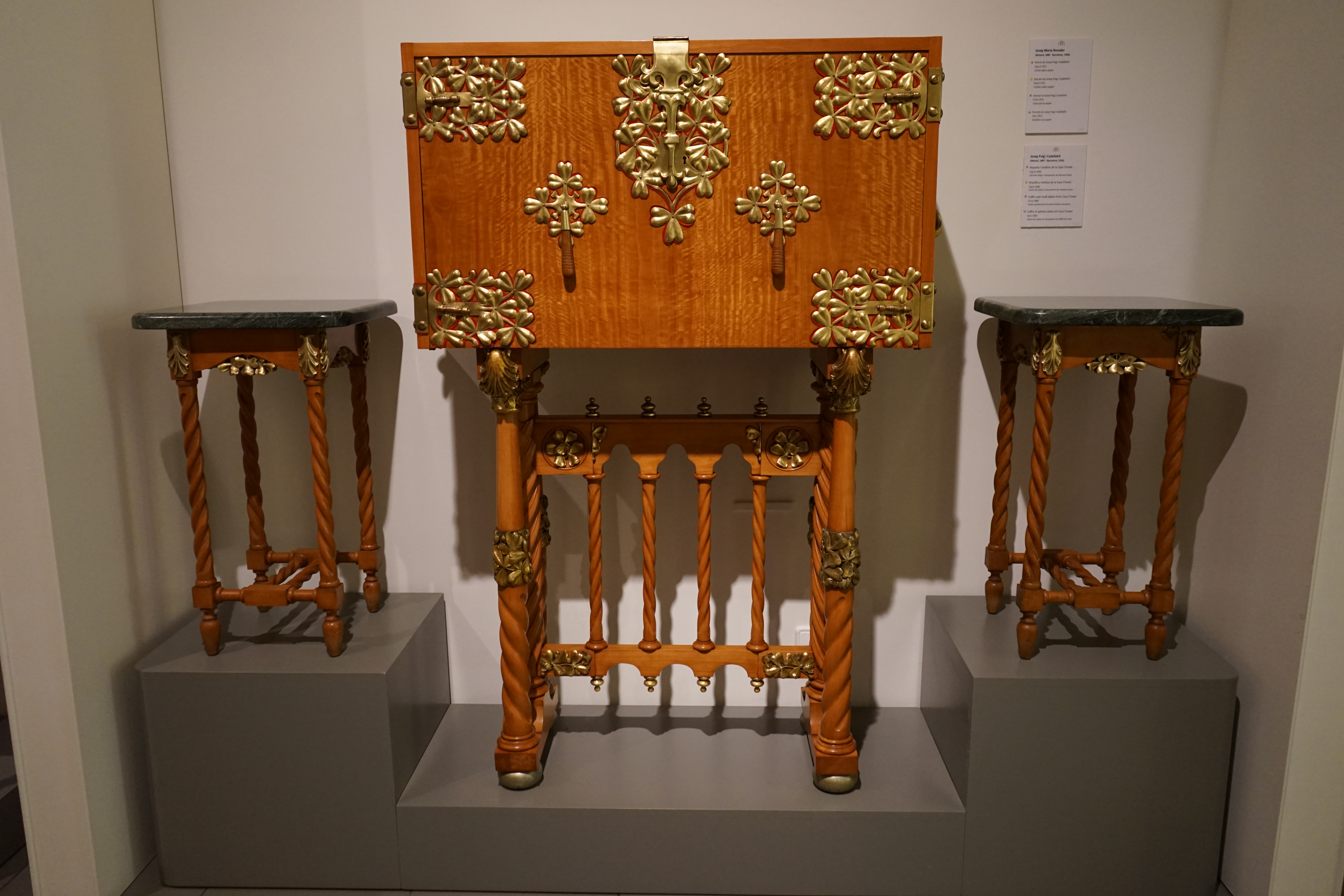
ca 1906

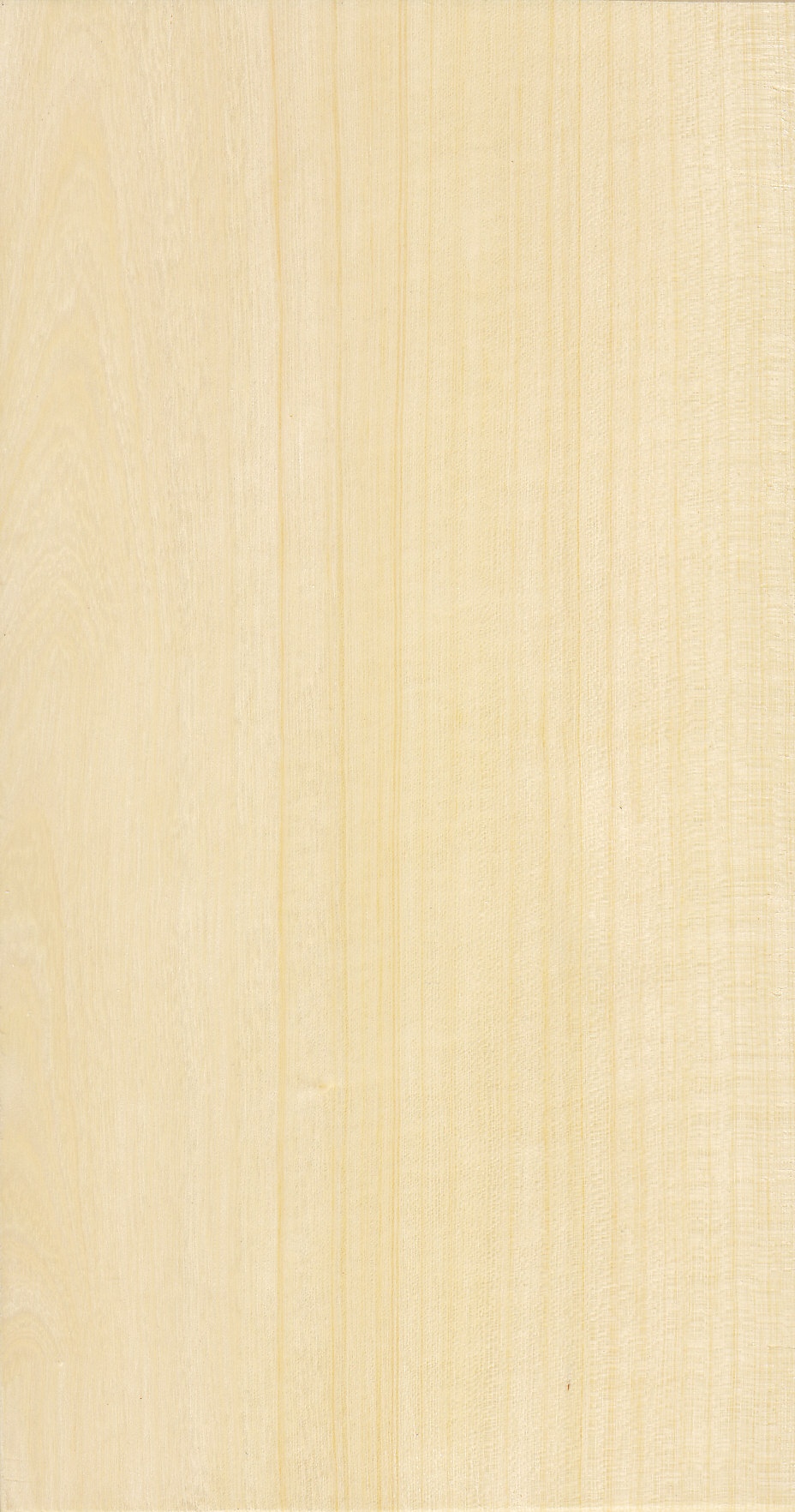
Hout van een boom die sinaasappels levert, dit is praktisch niet te onderscheiden van hout van een boom die citroenen levert. Dit is dus heel anders dan satijnhout.